# 茅野充男
茅野 充男（ちの みつお、1936年8月26日 - ）は、日本の農学者。

## 略歴
長野県岡谷市出身。長野県諏訪清陵高等学校を経て、1960年東京大学農学部農芸化学科卒業、農林省（現・農林水産省）農業技術研究所技官。1965年茨城大学農学部助手。1970年新潟大学農学部助教授。1975年東京大学農学部助教授。1989年同大学農学部教授。1994年日本土壌肥料学会会長。1996年東京大学大学院農学生命科学研究科教授。1997年退官後、同大学名誉教授。1999年秋田県立大学生物資源科学部教授。微生物応用技術研究所会長を務めた。

## 受賞歴
- 日本土壌肥料学会賞 1977年
- 日本農学賞 1997年
- 読売農学賞 1997年
- 日本原子力学会貢献賞 2002年

## 著書

### 編集
- 『物質の輸送と貯蔵』朝倉書店 1991年

### 共著
- 『貴金属と生物』齋藤寛共著 博友社 1988年
- 『植物栄養・肥料学』山﨑耕宇、杉山達夫、高橋英一、但野利秋、麻生昇平共著 朝倉書店 1995年